# La buonanima di zio
La buonanima di zio (Soup's On) è un film del 1948 diretto da Jack Hannah. È un cortometraggio animato realizzato, in Technicolor, dalla Walt Disney Productions, uscito negli Stati Uniti il 15 ottobre 1948 e distribuito dalla RKO Radio Pictures. Il cartone fu rieditato nel 1961 per un episodio della serie televisiva Walt Disney's Wonderful World of Color, con l'aggiunta di alcune scene in cui compare Pico De Paperis. Nel novembre 1997 fu inserito nel film di montaggio direct-to-video I capolavori di Qui Quo Qua.  A partire dagli anni novanta è più noto come Tutti a tavola.

## Trama
In una baita alpina Paperino cucina un tacchino al forno per cena (cantando Zip a deeh doh dah, dal film I racconti dello zio Tom) e chiama a tavola Qui, Quo e Qua. Ma i giovani paperi sono sporchi di fango, perché stavano giocando agli indiani, così Paperino ordina loro di lavarsi prima di toccare il cibo. I tre fingono di lavarsi, ma a tavola Paperino scopre l'inganno e mette in punizione i nipoti mandandoli a letto senza cena.
Per raggirare Paperino, i tre piccoli paperi fingono di piangere. Commosso, Paperino torna a chiamarli, ma loro ne approfittano per scappare e tentare di rubare il tacchino ed altre pietanze dalla tavola. Arrabbiato, Paperino insegue i tre fino alla cima di una montagna, dove causa una frana e rischia di essere schiacciato da un masso. Fortunatamente non viene colpito, ma quando un sassolino gli cade sulla testa, Paperino sviene. Qui, Quo e Qua organizzano allora una messa in scena, mettendo sotto al macigno caduto un fantoccio con la blusa di Paperino e vestendo il papero con un vestito, un'aureola ed un paio di ali finte per farlo sembrare un angelo. Posizionano poi lo zio su una lettiga attaccata ad una corda. Paperino rinviene con lo spruzzo di una pistola ad acqua, mentre due dei tre nipotini fingono di piangere sul fantoccio, facendogli così credere di essere morto. Paperino li perdona, li saluta e si prepara a salire in cielo. Ma quando tenta di volare, precipita al suolo e scopre di essere ancora vivo.
Tornato alla baita, Paperino scopre che i nipotini stanno mangiando il tacchino. Infuriato, il papero si trasforma in un diavolo ed insegue Qui, Quo e Qua.

## Distribuzione

### Edizione italiana
Il primo doppiaggio italiano del film è stato eseguito negli anni ottanta, con Franco Latini come voce di Paperino, per la pubblicazione del corto all'interno della VHS Paperino e la sua banda di paperi uscita a ottobre 1985. Invece il secondo doppiaggio, eseguito nel 1989, viene utilizzato nella riedizione della VHS, uscita a settembre dello stesso anno e quindi in tutte le successive occasioni.

### Edizioni home video

#### VHS
- Paperino e la sua banda di paperi (ottobre 1985)[2]
- Paperino e la sua banda di paperi (settembre 1989)[3]
- I Capolavori di Qui Quo e Qua (novembre 1997)

#### DVD
Il cortometraggio è incluso all'interno del DVD Walt Disney Treasures: Semplicemente Paperino - Vol. 3.